# Élections municipales de 2002 en Estrie
Les élections municipales québécoises de 2002 se déroulent le 3 novembre 2002. Elles permettent d'élire les maires et les conseillers de chacune des municipalités locales du Québec, ainsi que les préfets de quelques municipalités régionales de comté.

## Estrie

### Cookshire-Eaton
| Poste/District              | Élu             | Type d'élection |
| --------------------------- | --------------- | --------------- |
| Maire                       | Bertrand Landry | Scrutin         |
| Taux de participation: 47 % |                 |                 |

### Danville
| Poste/District             | Élu           | Type d'élection |
| -------------------------- | ------------- | --------------- |
| Maire                      | Jacques Émond | Sans opposition |
| Taux de participation: n/a |               |                 |

### Racine
| Poste/District             | Élu           | Type d'élection |
| -------------------------- | ------------- | --------------- |
| Maire                      | François Côté | Sans opposition |
| Taux de participation: n/a |               |                 |

### Saint-Georges-de-Windsor
| Poste/District             | Élu            | Type d'élection |
| -------------------------- | -------------- | --------------- |
| Maire                      | René Perreault | Sans opposition |
| Taux de participation: n/a |                |                 |

### Saint-Isidore-de-Clifton
| Poste/District             | Élu                  | Type d'élection |
| -------------------------- | -------------------- | --------------- |
| Maire                      | Jacqueline B. Perron | Sans opposition |
| Taux de participation: n/a |                      |                 |

### Saint-Ludger
| Poste/District              | Élu              | Type d'élection |
| --------------------------- | ---------------- | --------------- |
| Maire                       | Félix Destrijker | Scrutin         |
| Taux de participation: 57 % |                  |                 |

### Saint-Romain
| Poste/District             | Élu             | Type d'élection |
| -------------------------- | --------------- | --------------- |
| Maire                      | Jean-Luc Filion | Sans opposition |
| Taux de participation: n/a |                 |                 |

### Saint-Sébastien
| Poste/District             | Élu            | Type d'élection |
| -------------------------- | -------------- | --------------- |
| Maire                      | Marcel Proteau | Sans opposition |
| Taux de participation: n/a |                |                 |

### Scotstown
| Poste/District             | Élu             | Type d'élection |
| -------------------------- | --------------- | --------------- |
| Maire                      | Chantal Ouellet | Sans opposition |
| Taux de participation: n/a |                 |                 |

### Stanstead (ville)
| Poste/District              | Élu           | Type d'élection |
| --------------------------- | ------------- | --------------- |
| Maire                       | Raymond Yates | Scrutin         |
| Taux de participation: 52 % |               |                 |

### Val-Joli
| Poste/District             | Élu           | Type d'élection |
| -------------------------- | ------------- | --------------- |
| Maire                      | Gilles Perron | Sans opposition |
| Taux de participation: n/a |               |                 |

### Valcourt (ville)
| Poste/District             | Élu              | Type d'élection |
| -------------------------- | ---------------- | --------------- |
| Maire                      | Denis V. Allaire | Sans opposition |
| Taux de participation: n/a |                  |                 |

### Waterville
| Poste/District             | Élu             | Type d'élection |
| -------------------------- | --------------- | --------------- |
| Maire                      | Gérald Boudreau | Sans opposition |
| Taux de participation: n/a |                 |                 |

### Weedon
| Poste/District             | Élu            | Type d'élection |
| -------------------------- | -------------- | --------------- |
| Maire                      | Michel Gendron | Sans opposition |
| Taux de participation: n/a |                |                 |